# Bram Marsman
Bram Marsman (Vroomshoop, 29 januari 2003) is een Nederlands voetballer. Marsman staat onder contract bij SC Cambuur en speelt als linkervleugelverdediger.

## Carrière
Bram Marsman speelde eerst bij de Vroomshoopse Boys waarna hij naar de jeugdopleiding van Heracles/Twente ging. In 2022 maakte hij de overstap naar de jeugdopleiding van Sc Cambuur waar hij eerst 2 jaar in de onder 21 heeft gespeeld. Zijn debuut maakte hij op 26 april 2024 tegen FC Dordrecht waarin hij na 4 minuten een assist gaf.  Dat was ook de enige wedstrijd die hij in dat seizoen speelde.

### Statistieken
| seizoen   | wedstrijden | g | a | geel | rood |
| --------- | ----------- | - | - | ---- | ---- |
| 2024/2025 | 6           | 0 | 0 | 1    | 0    |
| 2023/2024 | 1           | 0 | 1 | 0    | 0    |